# Koninginnebrug (Rotterdam)
Le Koninginnebrug (le pont de la reine) est un pont basculant traversant le Koningshaven à Rotterdam à côté du Koningshavenbrug, communément appelé « De Hef ».
Le pont relie l'île Noordereiland et l'arrondissement Feijenoord.
Ce pont a deux volets mobiles en acier riveté. Dans les caves du pont se situent des contrepoids de 800 tonnes chacun. Le pont a quatre maisons de pontier avec des toits en cuivre. Le pont est aujourd'hui contrôlé à distance.

## Histoire
Le Koninginnebrug est à l'origine un pont tournant, achevé en 1870. En 1923, la décision de construire un nouveau pont, en conservant son nom. Le pont actuel se présente sous la forme d'un double pont basculant. Ce pont, d'après une conception d'Albert Hendrik van Rood (nl) est achevé en 1929.
Depuis l'achèvement de la ligne de métro nord-sud,  en 1968, les tramways ne traversent plus le pont.

## Galerie d'images

Koninginnebrug
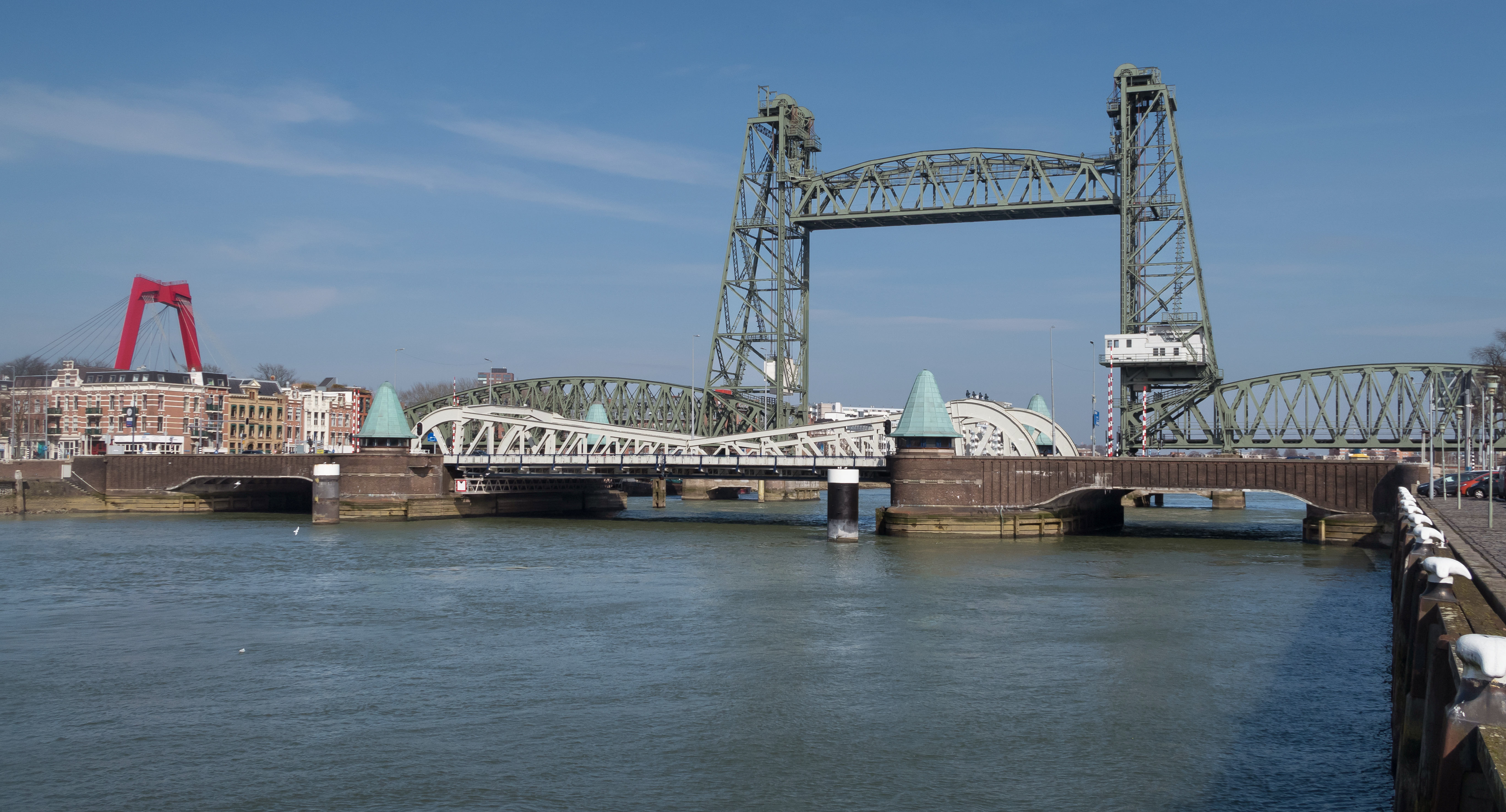
Le Koninginnebrug et "De Hef"
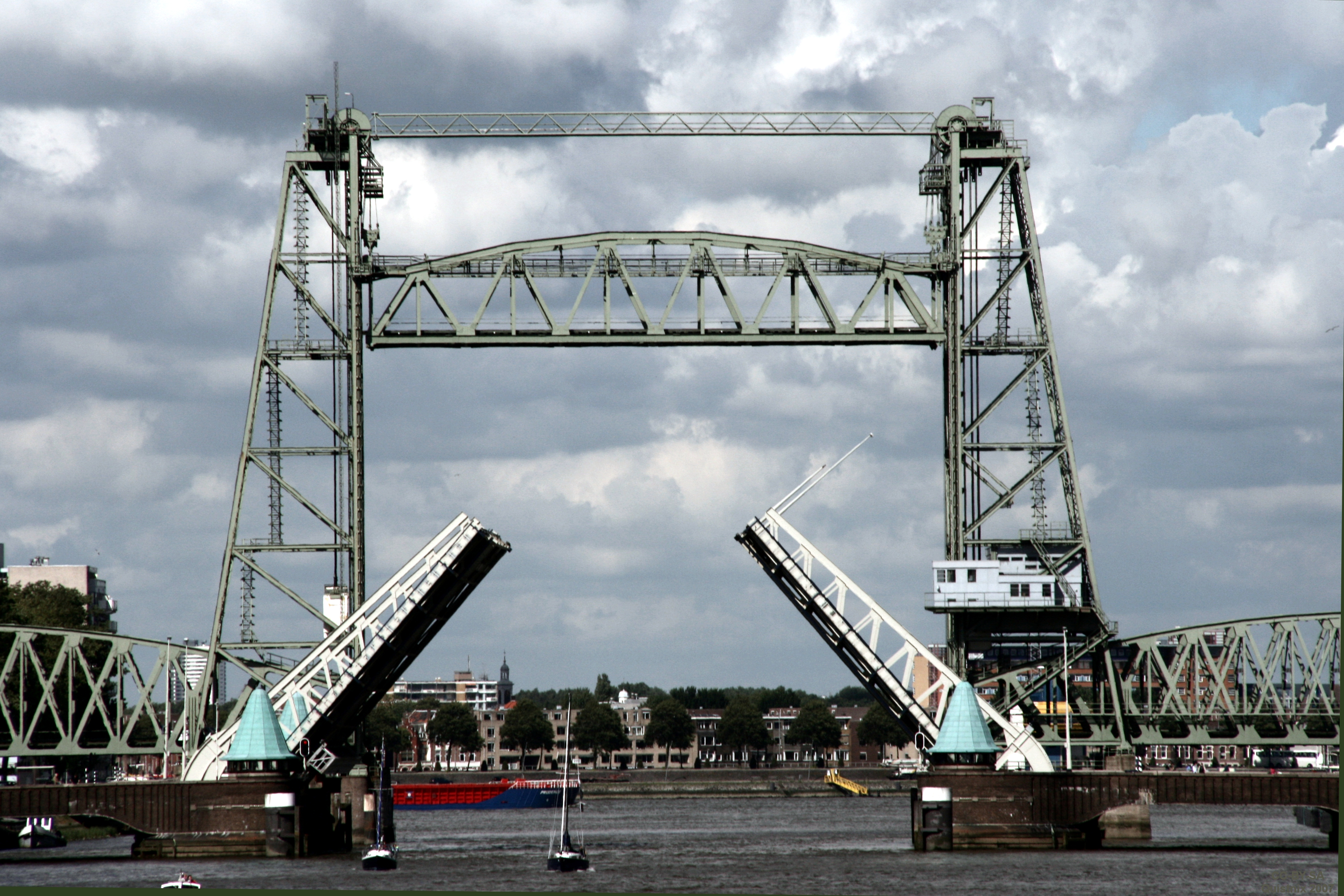
Le Koninginnebrug se fermant avec en arrière-plan De Hef.
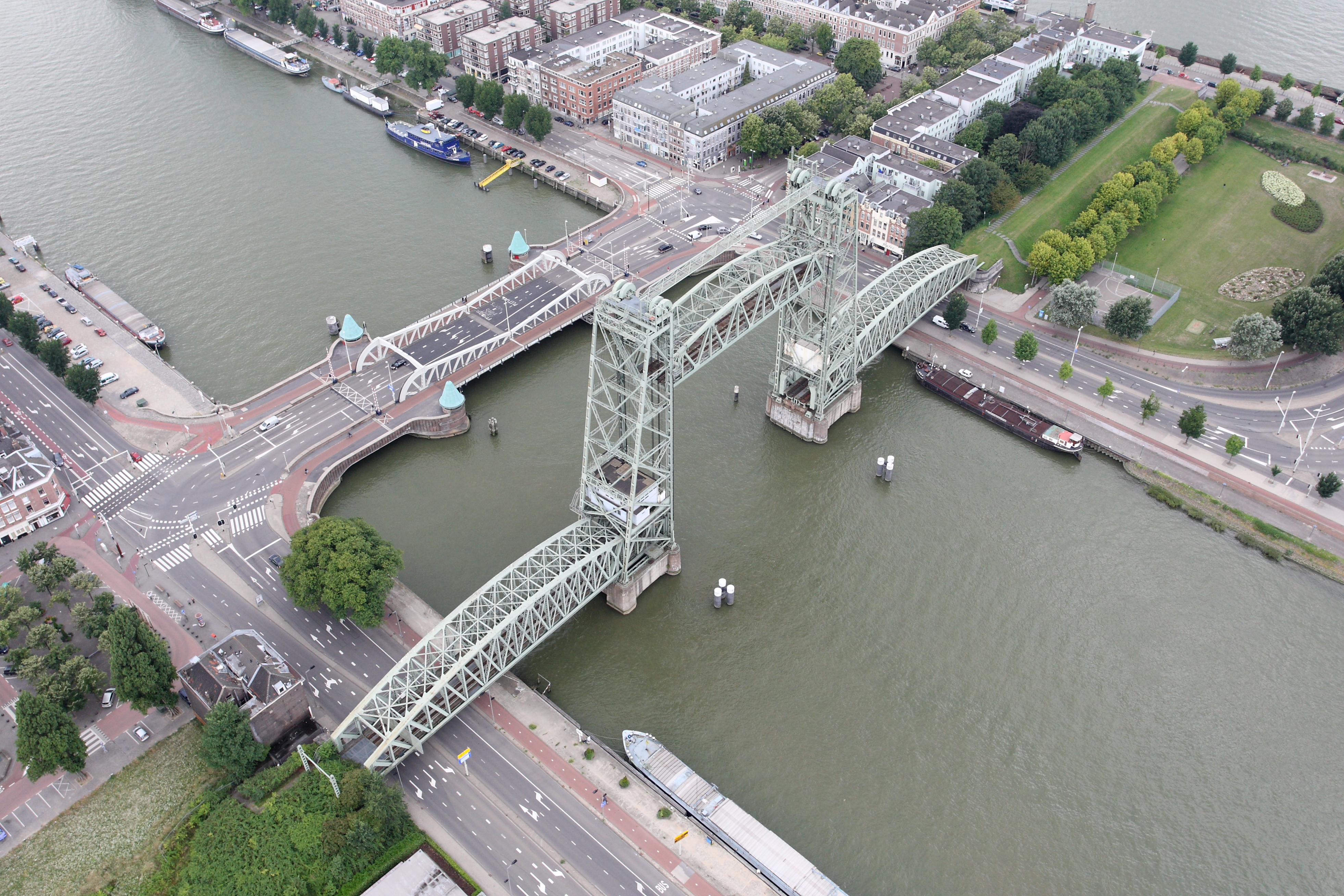
Vue aérienne du pont Koningshavenbrug (gauche) et le pont levant De Hef (à droite).
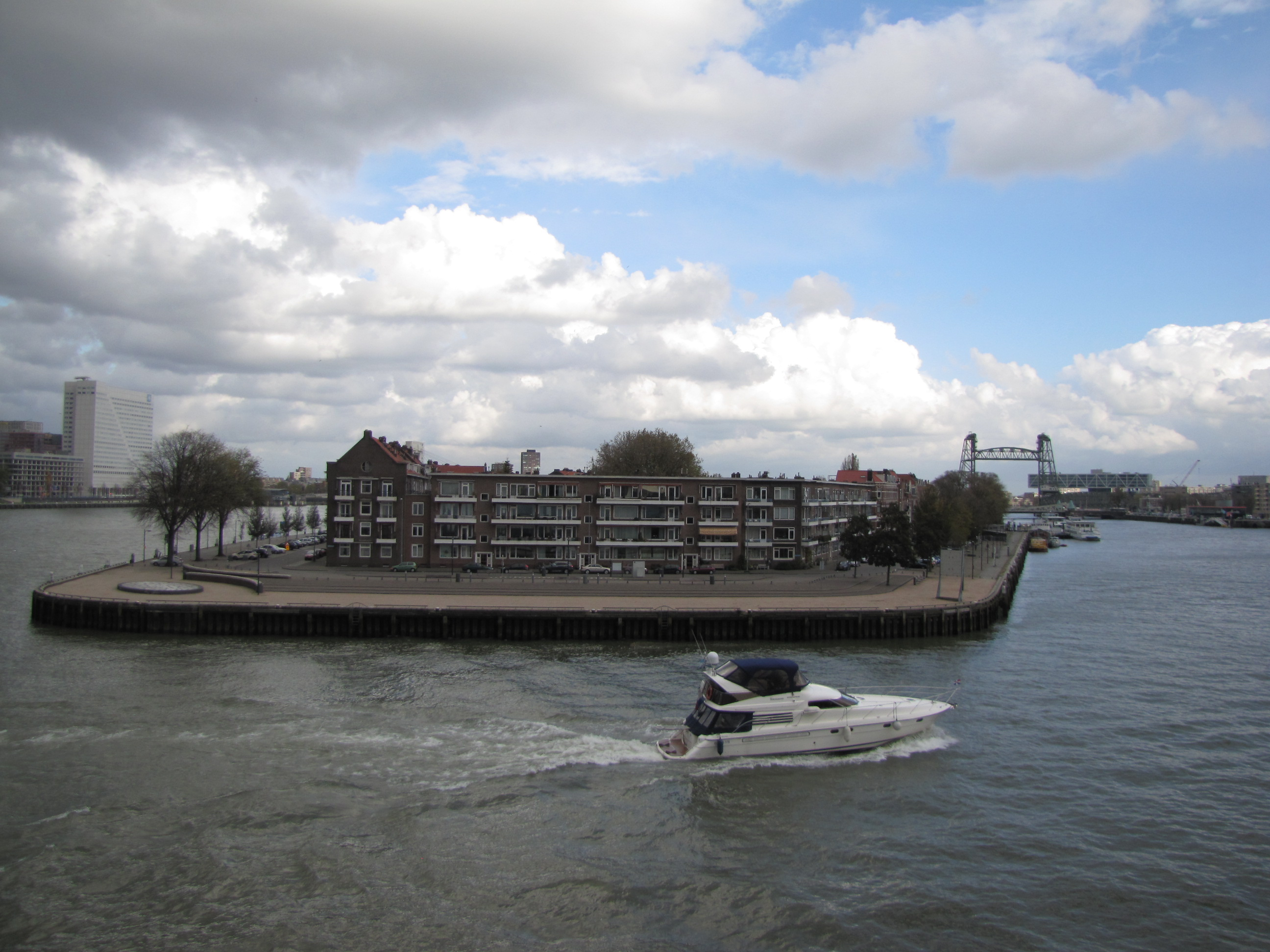
Île Noordereiland photographiée à sa pointe sud (du pont Érasmus), avec le quartier Feijenoord à droite et l'avenue des Boompjes et le centre-ville, à gauche.